# بن هولند
بن هولند (انگلیسی: Ben Howland؛ زادهٔ ۲۸ مهٔ ۱۹۵۷) بازیکن بسکتبال، و مربی بسکتبال اهل ایالات متحده آمریکا است.